# Kamil Szamun
Kamil Nimr Szamun (arab. كميل نمر شمعون, Kamīl Nimr Šam'ūn, fr. Camille Nimr Chamoun; ur. 3 kwietnia 1900 w Dajr al-Kamar, zm. 7 sierpnia 1987 w Bejrucie) – libański polityk, drugi prezydent niepodległego Libanu od 23 września 1952 do 22 września 1958 roku, ojciec Dory'ego oraz Dany'ego Szamunów. W 1958 roku założył Narodową Partię Liberalną. W okresie wojny domowej w Libanie był jednym z liderów chrześcijańskiego Frontu Libańskiego.